# Brynjólfur Bjarnason

Brynjólfur Bjarnason, född 26 maj 1898 i Hæli i Gnúpverjahreppur, död 16 april 1989 i Roskilde, Danmark, var en isländsk kommunistisk politiker.
Bjarnason studerade filosofi vid Köpenhamns universitet 1918–1919 samt vid Berlins universitet 1923–1924, och arbetade därefter som lärare i Reykjavík. 1924 närvarade han vid Kominterns femte kongress i Moskva. År 1930 blev han ordförande för Islands kommunistiska parti då det grundades, och representerade 1935 partiet vid Kominterns sjunde kongress. Bjarnason förblev på denna post fram till 1938, då partiet gick samman med en utbrytargrupp ur det socialdemokratiska partiet och bildade Förenade folkpartiet – Socialistpartiet (Sameiningarflokkur alþýðu – Sósíalistaflokkurinn).
Bjarnason var ledamot av Alltinget 1937–1942 och 1946–1956. Åren 1944–1947 var han Islands utbildnings- och kulturminister.
Efter sin politiska karriär skrev Bjarnason flera böcker om filosofi. Han översatte även verk av Karl Marx, Friedrich Engels och Mao Zedong till isländska. 